# Lumefantrine
Lumefantrine (hoặc benflumetol) là thuốc chống sốt rét. Nó chỉ được sử dụng kết hợp với artemether. Thuật ngữ "co-artemether" đôi khi được sử dụng để mô tả sự kết hợp này. Lumefantrine có thời gian bán hủy dài hơn nhiều so với artemether, và do đó được cho là sẽ loại bỏ bất kỳ ký sinh trùng còn sót lại nào sau khi điều trị kết hợp.
Lumefantrine, cùng với pyronaridine và naphtoquine, được tổng hợp trong nỗ lực nghiên cứu thuốc chống sốt rét Dự án 523 của Trung Quốc khởi xướng năm 1967; những hợp chất này đều được sử dụng trong liệu pháp chống sốt rét kết hợp.